# Toni Dalmau
Antoni Dalmau (Sant Feliu de Guíxols, 1959) és un periodista català.
Periodista d'El Punt Avui, el 7 de maig de 1998 va llançar L'Absurd Diari, amb l'objectiu inicial de recollir totes les notícies insòlites, sorprenents i surrealistes publicades al diari El Punt des de la seva creació, el 1979. Posteriorment, el 2002, va començar a incloure informacions difoses tant en català com en castellà per altres rotatius i agències de notícies d'abast nacional, estatal i internacional.
Actualment, L'Absurd Diari compta amb més de 20.000 notícies, un 66% en castellà i el 34% en català. La web recull les informacions tal com han estat difoses pels mitjans i citant sempre la font i autor. Apareixen agrupades per idioma, àmbits territorials i temàtiques. El web també compta amb altres seccions com llegendes urbanes, anuncis classificats absurds, frases sorprenents de polítics, etc.
L'equip de L'Absurd Diari està format per Ramon Buch, com a responsable tècnic, i Toni Dalmau, que treballa a la redacció d'El Punt —ara El Punt Avui— des de 1985, on ha estat responsable tant a les edicions en paper com a la digital i actualment és el cap de tancament. Va participar en la posada en marxa de la primera web del diari.